# Jitamitra Malla
Jitamitra Malla (népalais : जितामित्र मल्ल) (1663–1696) est un membre de la dynastie des Malla, il est roi de Bhaktapur, au Népal, de 1673 à 1696. Fils de Jagat Prakasha Malla, il est remarquable par son activité de bâtisseur. En 1674, il fait construire un temple dédié à Shiva dans le style Shikhara. En 1682, il fait bâtir sur la place Durbar, place royale, le palais Dharmasala, le palais aux 55 fenêtres, que son fils achèvera. Ce palais sera utilisé par la royauté jusqu'en 1769. Aujourd'hui il a été transformé en musée et fait partie, comme le reste de la place Durbar de Bhaktapur, des sites protégés au titre du patrimoine mondial de l'humanité par l'UNESCO. 